# Koernickanthe orbiculata
Koernickanthe orbiculata là một loài thực vật có hoa trong họ Marantaceae. Loài này được (Körn.) L.Andersson mô tả khoa học đầu tiên năm 1981.